# (137108) 1999 AN10
(137108) 1999 AN10 ist ein Asteroid vom Apollo-Typ. Er wurde am 13. Januar 1999 vom Lincoln Laboratory ETS, New Mexico entdeckt. Am 12. Juli 1999 gelang es den Amateurastronomen Andreas Doppler und Arno Gnädig den Asteroiden auf alten Fotoplatten vom 26. Januar 1955 wiederzufinden.
JPL-Berechnungen zufolge (Stand: 17. Dezember 2018) passiert der Asteroid die Erde am 7. August 2027 in einem Abstand von 0,0026066 AE (ca. 389.942 km). Dies ist die größte Annäherung in den nächsten 100 Jahren.
Derartige Annäherungen kommen häufiger vor. Die minimale Distanz ist ungefähr einen Faktor 10 größer als die, die bei dem sehr dichten Vorbeiflug des Asteroiden Apophis im Jahr 2029 erreicht werden wird, bei dem es aber gemäß NASA-Berechnungen auch sicher ist, dass die Erde nicht getroffen wird.
Der Asteroid besitzt einen Durchmesser von ca. 800–1800 Meter und schneidet die Erdumlaufbahn an zwei Punkten. Es besteht also an 2 Punkten der Erdbahn (und der Asteroidbahn) die Gefahr einer Kollision oder des Passierens eines Gravitational keyholes. Dies wurde seinerzeit diskutiert.
Nach Entdeckung eines Asteroiden besteht zunächst Unsicherheit über seine genauen Bahndaten. Diese werden nach und nach durch weitere Messungen ausgeräumt, die sich über Jahre hinziehen, da er von der Erde einerseits nur in einem Winkelabstand von der Sonne von realistischerweise deutlich weit über 90° beobachtet werden kann und andererseits als Kleinstkörper nicht zu weit entfernt sein darf.
Die Unsicherheit besteht weniger bei der Bahn selber als bei der Bestimmung, an welcher Stelle dieser Bahn der Asteroid sich befindet. Der Unsicherheitsbereich wird durch die „line of variation“ (LOV) ausgedrückt.
Für einen Zusammenstoß mit der Erde müssen sich Erdbahn und Asteroidenbahn nicht nur kreuzen (sehr nahe kommen), beide Körper müssen auch noch zum (fast exakt) gleichen Zeitpunkt an dieser Stelle ihrer Bahn sein.